# Цикъл на Кребс
Цикълът на Кребс представлява метаболитична верига от взаимодействия, при която става пълно разграждане на пирогроздена киселина до СО2 и Н2О, при което се отделя енергия за нуждите на клетката. Главната функция на Цикъла на Кребс е да служи като общ краен път за окислението на въглехидрати, липиди и белтъци. Той има значителна роля за процесите на синтез на глюкоза, мастни киселини и аминокиселини.
Цикълът на Кребс има следните метаболитни стъпала, чрез които се осъществява: при навлизането на ацетил-КоА в матрикса на митохондриите той се свързва с молекула оксалацетат и се превръща в лимонена киселина (цитрат). Цитратът от своя страна под действието на ензима аконитаза се превръща в цис-аконитат, при което се отделя молекула вода. Цис-акониатът от своя страна под действието на ензима изоцитратдехидрогеназа се превръща в изоцитрат. Изоцитратът под действието на изоцитратдехидрогеназа се превръща в алфа-кетоглутарат. Алфа-кетоглутаратът чрез алфа-кетоглутаратдехидрогеназа и с присъединяването на ацетил-КоА се превръща в сукцинил-КоА. Той под действието на сукцинаттиокиназа преминава в сукцинат. Сукцинатдехидрогеназата го превръща във фумарат. Фумаратът чрез фумаразата преминава в L-малат. L-малатът под влиянието на ензима малатдехидрогеназа възстановява оксалацетата, който отново може да взаимодейства с молекула ацетил-КоА и цикълът да се повтори. Енергийният баланс е окислението на 1 молекула ацетат води до генерирането на максимално 12 молекули АТФ, тъй като от 1 молекула NADH2 се генерират 3 молекули АТФ, съответно от 1FADH2-2АТФ, и 1GTP e еквивалентна на 1АТФ.
Цикълът на Кребс протича в матрикса на митохондриите. Той е строго аеробен и се осъществява само в присъствието на кислород. Затова съществува само в аеробните клетки. Клетки като еритроцитите не притежават митохондрии и затова там не се осъществява цикъл на Кребс.

## Механизъм на разграждане на хранителните вещества
- А) Гликолиза
- Б) Подготвителна фаза

В някои отровни растения от Африка, Австралия и Бразилия има калиев флуорацетат, който нарушава цикъла на Кребс и води до смърт. Местните култури/аборигени ползват извлек от растенията за намазване върховете на стрели.
| Кофактор      | № на р-цията | Ензими                                      | Енергитичен добив |
| 3 x НАДН.Н    | 3            | Изоцитрат дехидрогеназа                     | 2,5               |
|               | 4            | α-Кетоглутарат дехидрогеназен комплекс      | 2,5               |
|               | 8            | Малат дехидрогеназа                         | 2,5               |
| 1 х ФАДН2     | 6            | Сукцинат дехидрогеназа                      | 1,5               |
| 1 х АТФ (ГТФ) | 5            | Сукциник-КоА синтетаза (сукцинат тиокиназа) | 1                 |
| Общо:         | Общо:        | Общо:                                       | 10 мол. АТФ       |